# Big Hat
Le Big Hat (ビッグハット) est une patinoire intérieure construite à Nagano, au Japon, pour les Jeux olympiques d'hiver de 1998.

## Historique
Le Big Hat est terminé le 31 mars 1995. C'est le site principal des épreuves de hockey sur glace pendant les Jeux olympiques d'hiver de 1998, du 7 au 22 février. Vingt-sept matchs y sont disputés. Le nombre de spectateurs cumulés pendant les Jeux atteint 256 306, en fait le site le plus fréquenté. Depuis les Jeux, la salle accueille diverses manifestations, sportives ou non.

## Description
Le Big Hat a une capacité de 10 104 personnes et a une surface totale de 25 240 m2 pour 12 050 m2 de surface au sol. Son nom provient de la forme du bâtiment qui rappelle un chapeau. La glace, temporaire, a une surface de 60 mètres sur 30.

## Événements
- Le Trophée NHK pour les éditions 2006, 2009 et 2015.
- Les championnats du Japon de patinage artistique 2001, 2004, 2009, 2011, 2015 et 2021.